# Il tempo del male
Il tempo del male (titolo originale Utmarker) è un romanzo giallo dello scrittore svedese Arne Dahl (pseudonimo di Jan Lennart Arnald) pubblicato in Svezia nel 2016.
È il primo libro della serie che ha per protagonisti Sam Berger e Molly Blom.
La prima edizione del romanzo è stata pubblicata nell'anno 2017 da Marsilio.

## Edizioni
- Arne Dahl, Il tempo del male, traduzione di Alessandro Borini, Marsilio, 2017. ISBN 978-88-317-2699-3.
- Arne Dahl, Il tempo del male, traduzione di Alessandro Borini, Universale Economica Feltrinelli, 2019. ISBN 978-88-297-0055-4.